# Seleção Sul-Coreana de Futebol Feminino
A Seleção Sul-Coreana de Futebol Feminino representa a Coreia do Sul nas competições de futebol feminino da FIFA.
Em 2010 o selecionado feminino sub 17 conquistou o seu primeiro título, o Campeonato Mundial Sub-17, na final contra o Japão.

## História inicial
Menos de um ano após a criação do governo da República da Coreia em 1948, as primeiras partidas oficiais de futebol feminino foram realizadas em Seul nos dias 28 e 29 de junho de 1949, como parte dos Jogos Nacionais de Esportes para Moças e Mulheres. Enquanto o basquete e o vôlei femininos ganharam reconhecimento público através dos Jogos, o futebol foi visto como inadequado para mulheres e pouco atraente para o público. Como resultado, os times femininos foram dissolvidos logo após o evento.
Quando o futebol feminino foi oficialmente adotado nos Jogos Asiáticos de 1990 em Pequim, as autoridades esportivas sul-coreanas decidiram formar um time feminino com atletas de outros esportes e enviar a equipe para os Jogos. O resultado foi a derrota em todos os jogos contra Japão, Coreia do Norte, China e Taiwan.[carece de fontes?] No entanto, faculdades e empresas começaram a lançar times de futebol feminino ao longo da década de 1990 e o primeiro evento nacional anual de futebol feminino, a Queen's Cup, foi realizado em 1993. Quando a Copa do Mundo de Futebol Feminino de 1999 despertou interesse mundial, o ministério sul-coreano responsável pelos esportes patrocinou a fundação de novos times e torneios para equipes femininas de ensino médio, universidades e empresas. Para promover o futebol feminino, a Federação Coreana de Futebol Feminino (KWFF) foi estabelecida em março de 2001, como uma organização independente associada à Associação Coreana de Futebol (KFA).

## Primeira vitória na Copa do Mundo (2015)
A Coreia do Sul terminou em terceiro lugar no Copa da Ásia de Futebol Feminino de 2003 e se qualificou para a Copa do Mundo de Futebol Feminino pela primeira vez. As Taegeuk Ladies foram sorteadas no Grupo B com Noruega, França e Brasil. Sua primeira partida na Copa do Mundo foi uma derrota por 3–0 para o Brasil. Em seguida, perderam por 1–0 para a França e por 7–1 para a Noruega,[carece de fontes?] com Kim Jin-hee marcando o primeiro gol da Coreia do Sul em Copas do Mundo contra a última. Elas também venceram o Campeonato Feminino de Futebol da Ásia  Oriental inaugural em casa em 2005.
Os talentos notáveis da Coreia do Sul apareceram no final dos anos 2000. Elas venceram a Universíada de Verão de 2009 e a Copa do Mundo de Futebol Feminino Sub-17 de 2010, além de terminar em terceiro lugar na Copa do Mundo de Futebol Feminino Sub-20 deste mesmo ano. O número de vagas na Copa do Mundo Feminina na Ásia aumentou de três para cinco em 2012, o que permitiu que a Coreia do Sul se classificasse para a Copa do Mundo de Futebol Feminino de 2015 como a quarta colocada na Copa da Ásia de Futebol Feminino de 2014 Elas conquistaram sua primeira vitória em Copas do Mundo ao derrotar a Espanha por 2–1 após uma derrota por 2–0 para o Brasil e um empate por 2–2 com a Costa Rica no Grupo E da Copa do Mundo de Futebol Feminino de 2015. Elas avançaram para a fase eliminatória pela primeira vez com a nova geração, embora tenham perdido por 3–0 para a França nas oitavas de final.

## Time corrente
As seguintes jogadoras foram convocadas para os amistosos com os Estados Unidos nos dias 2 e 5 de junho de 2024.
Jogos e gols atualizados até a partida de 8 de abril de 2024 contra as Filipinas.